# II liga polska w piłce nożnej (1962)
II liga 1962 – 14. edycja rozgrywek drugiego poziomu ligowego piłki nożnej mężczyzn w Polsce. Wzięło w nich udział 16 drużyn, grając w dwóch grupach systemem kołowym. Sezon ligowy rozpoczął się w marcu 1962, ostatnie mecze rozegrano w czerwcu 1962.
Była to edycja przejściowa między systemami wiosna – jesień i jesień – wiosna.
| Poziomy rozgrywkowe w sezonie 1962 | Poziomy rozgrywkowe w sezonie 1962 | Poziomy rozgrywkowe w sezonie 1962 |
| Rozgrywki                          | P                                  | Nazwa                              |
| ---------------------------------- | ---------------------------------- | ---------------------------------- |
| Centralne                          | I                                  | I Liga                             |
| Centralne                          | II                                 | II Liga                            |
| Okręgowe (18 okręgów)              | III                                | Liga Okręgowa                      |
| Okręgowe (18 okręgów)              | IV                                 | A klasa                            |
| Okręgowe (18 okręgów)              | V                                  | B klasa                            |
| Okręgowe (18 okręgów)              | VI                                 | C klasa                            |

## Drużyny

### Grupa A
| Uczestnicy poprzedniej edycji                                                                                 | Uczestnicy poprzedniej edycji | Uczestnicy poprzedniej edycji | Uczestnicy poprzedniej edycji |
| --- | ----------------------------- | ----------------------------- | ----------------------------- |
| NLI | Naprzód Lipiny                | 3                             |                               |
| UNR | Unia Racibórz                 | 5                             |                               |
| UNT | Unia Tarnów                   | 7                             |                               |
| STR | Stal Rzeszów                  | 9                             |                               |
| PIA | Piast Gliwice                 | 11                            |                               |
| KRO | MZKS Krosno                   | 13                            |                               |
| Spadek z I ligi 1961                                                                                          |                               |                               |                               |
| PBD | Polonia Bydgoszcz             | 13                            |                               |
| Awans z III ligi 1960/1961                                                                                    |                               |                               |                               |
| baraże o awans                                                                                                |                               |                               |                               |
| SRŚ | Slavia Ruda Śląska            | 1                             |                               |
| Oznaczenia: - kolumna pierwsza – skróty nazw drużyn, - kolumna trzecia – miejsce zajęte w poprzednim sezonie. |                               |                               |                               |

### Grupa B
| Uczestnicy poprzedniej edycji                                                                                 | Uczestnicy poprzedniej edycji | Uczestnicy poprzedniej edycji | Uczestnicy poprzedniej edycji |
| --- | ----------------------------- | ----------------------------- | ----------------------------- |
| POG | Pogoń Szczecin                | 4                             |                               |
| WAK | Wawel Kraków                  | 6                             |                               |
| ŚLĄ | Śląsk Wrocław                 | 8                             |                               |
| GAR | Garbarnia Kraków              | 10                            |                               |
| ARK | Arka Gdynia                   | 12                            |                               |
| BAŁ | Bałtyk Gdynia                 | 14                            |                               |
| Spadek z I ligi 1961                                                                                          |                               |                               |                               |
| ZAW | Zawisza Bydgoszcz             | 14                            |                               |
| Awans z III ligi 1960/1961                                                                                    |                               |                               |                               |
| baraże o awans                                                                                                |                               |                               |                               |
| SZO | Szombierki Bytom              | 2                             |                               |
| Oznaczenia: - kolumna pierwsza – skróty nazw drużyn, - kolumna trzecia – miejsce zajęte w poprzednim sezonie. |                               |                               |                               |

## Rozgrywki
Uczestnicy obu grup rozegrali po 14 kolejek ligowych (razem po 56 spotkań).
Mistrzowie grup II ligi uzyskali awans do I ligi, a zespoły z miejsc 7–8 spadły do III ligi.

### Grupa A – tabela
| Lp. | Drużyna              | M  | Z  | R | P  | Bramki | Bramki | Różn. | Pkt | Uwagi              |
| --- | -------------------- | -- | -- | - | -- | ------ | ------ | ----- | --- | ------------------ |
| 1   | Stal Rzeszów (M) (A) | 14 | 10 | 1 | 3  | 26     | 13     | +13   | 21  | Awans do I ligi    |
| 2   | Piast Gliwice        | 14 | 6  | 5 | 3  | 16     | 6      | +10   | 17  |                    |
| 3   | Polonia Bydgoszcz    | 14 | 5  | 7 | 2  | 17     | 15     | +2    | 17  |                    |
| 4   | Unia Racibórz        | 14 | 7  | 1 | 6  | 20     | 19     | +1    | 15  |                    |
| 5   | Karpaty Krosno       | 14 | 5  | 4 | 5  | 14     | 18     | −4    | 14  |                    |
| 6   | Slavia Ruda Śląska   | 14 | 5  | 2 | 7  | 14     | 16     | −2    | 12  |                    |
| 7   | Naprzód Lipiny (S)   | 14 | 5  | 2 | 7  | 19     | 22     | −3    | 12  | Spadek do III ligi |
| 8   | Unia Tarnów (S)      | 14 | 1  | 2 | 11 | 10     | 27     | −17   | 4   | Spadek do III ligi |

### Grupa B – tabela
| Lp. | Drużyna                | M  | Z  | R | P  | Bramki | Bramki | Różn. | Pkt | Uwagi              |
| --- | ---------------------- | -- | -- | - | -- | ------ | ------ | ----- | --- | ------------------ |
| 1   | Pogoń Szczecin (M) (A) | 14 | 10 | 2 | 2  | 30     | 11     | +19   | 22  | Awans do I ligi    |
| 2   | Szombierki Bytom       | 14 | 9  | 2 | 3  | 25     | 10     | +15   | 20  |                    |
| 3   | Śląsk Wrocław          | 14 | 5  | 5 | 4  | 22     | 16     | +6    | 15  |                    |
| 4   | Garbarnia Kraków       | 14 | 6  | 3 | 5  | 22     | 18     | +4    | 15  |                    |
| 5   | Wawel Kraków           | 14 | 5  | 3 | 6  | 15     | 21     | −6    | 13  |                    |
| 6   | Bałtyk Gdynia          | 14 | 3  | 6 | 5  | 16     | 26     | −10   | 12  |                    |
| 7   | Zawisza Bydgoszcz (S)  | 14 | 2  | 6 | 6  | 11     | 22     | −11   | 10  | Spadek do III ligi |
| 8   | Arka Gdynia (S)        | 14 | 1  | 3 | 10 | 16     | 33     | −17   | 5   | Spadek do III ligi |